# Unfall bei der BASF in Ludwigshafen 2016

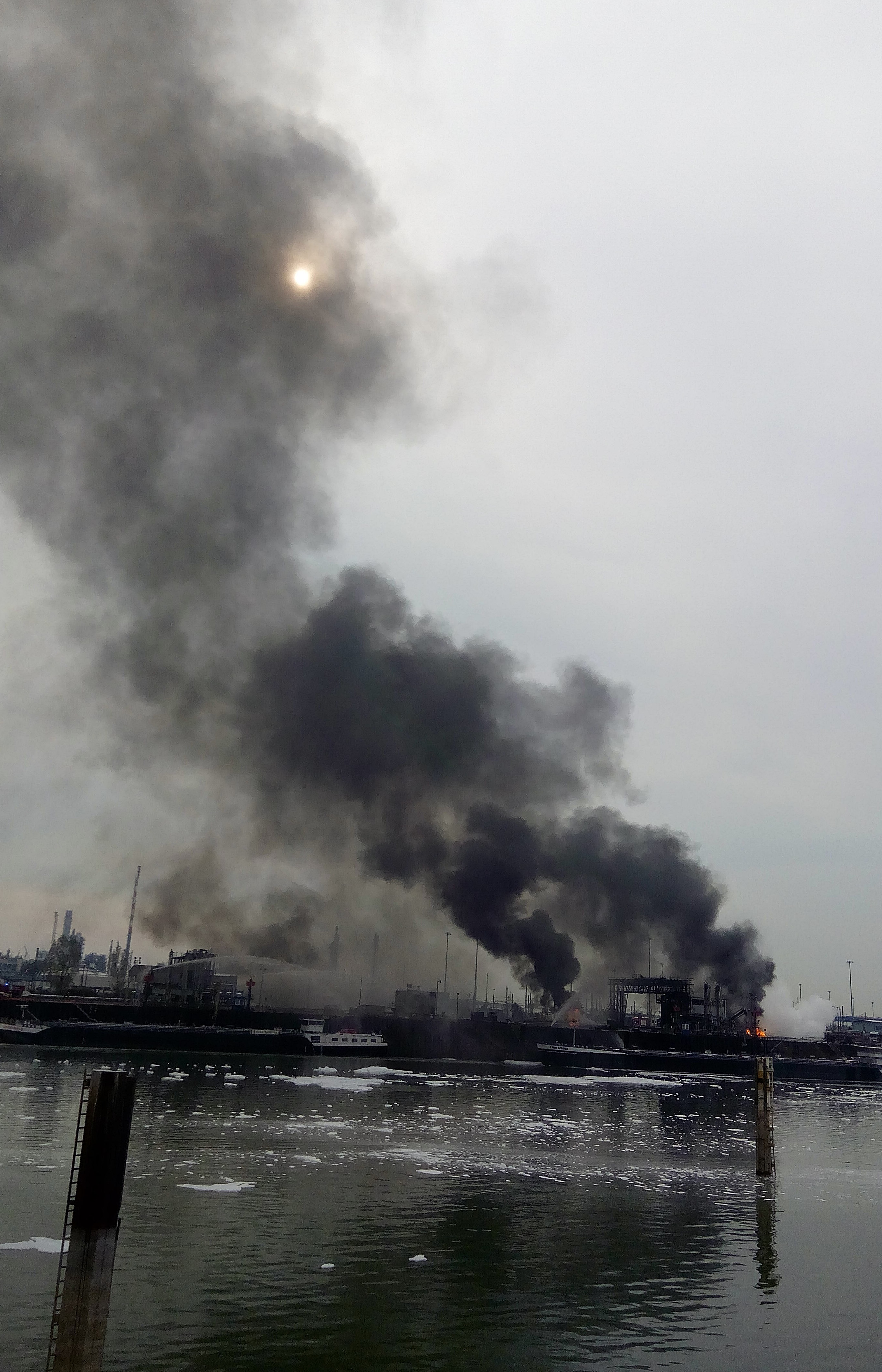
Unfallstelle am 17. Oktober 2016, gegen 13:15 Uhr

Am 17. Oktober 2016 ereignete sich ein schwerer Unfall bei der BASF in Ludwigshafen, Rheinland-Pfalz, mit einem mehr als zehn Stunden andauernden Brand und zwei Explosionen. In der Folge davon starben fünf Menschen, 28 weitere wurden verletzt, sechs davon schwer. Laut BASF handelte es sich um den sechsten meldepflichtigen Unfall im Jahr 2016.

## Hintergrund
Das Werk Ludwigshafen ist der Hauptstandort der BASF. Hier betreibt das Unternehmen eine Reihe von Chemieanlagen, die miteinander im Stoffverbund stehen. Grundlegend für die Produktion ist der Steamcracker, in dem Naphtha in viele Grundstoffe der chemischen Industrie gespalten wird. Im Landeshafen Nord im nördlichen Bereich des Betriebsgeländes werden alle im Werk verwendeten brennbaren Flüssigkeiten und verflüssigten Gase umgeschlagen, insgesamt rund 2,6 Millionen Tonnen pro Jahr. Der Hafen ist laut BASF für die Rohstoffversorgung des Unternehmens von großer Bedeutung. Die bisher ausgebauten Umschlagstellen sind mit fest installierten Schaumfeuerlöschsystemen ausgestattet. Diese Schaumwerfer erreichen jedoch nicht die rückwärtigen Leitungssysteme zwischen den Piers und den Bahntrassen.
Die Anlagen im Hafen werden von verschiedenen Unternehmen betrieben. Die Rohrleitungen, an denen sich der Unfall ereignete, werden nicht von der BASF betrieben.

## Unfall

### Explosionen und Brände

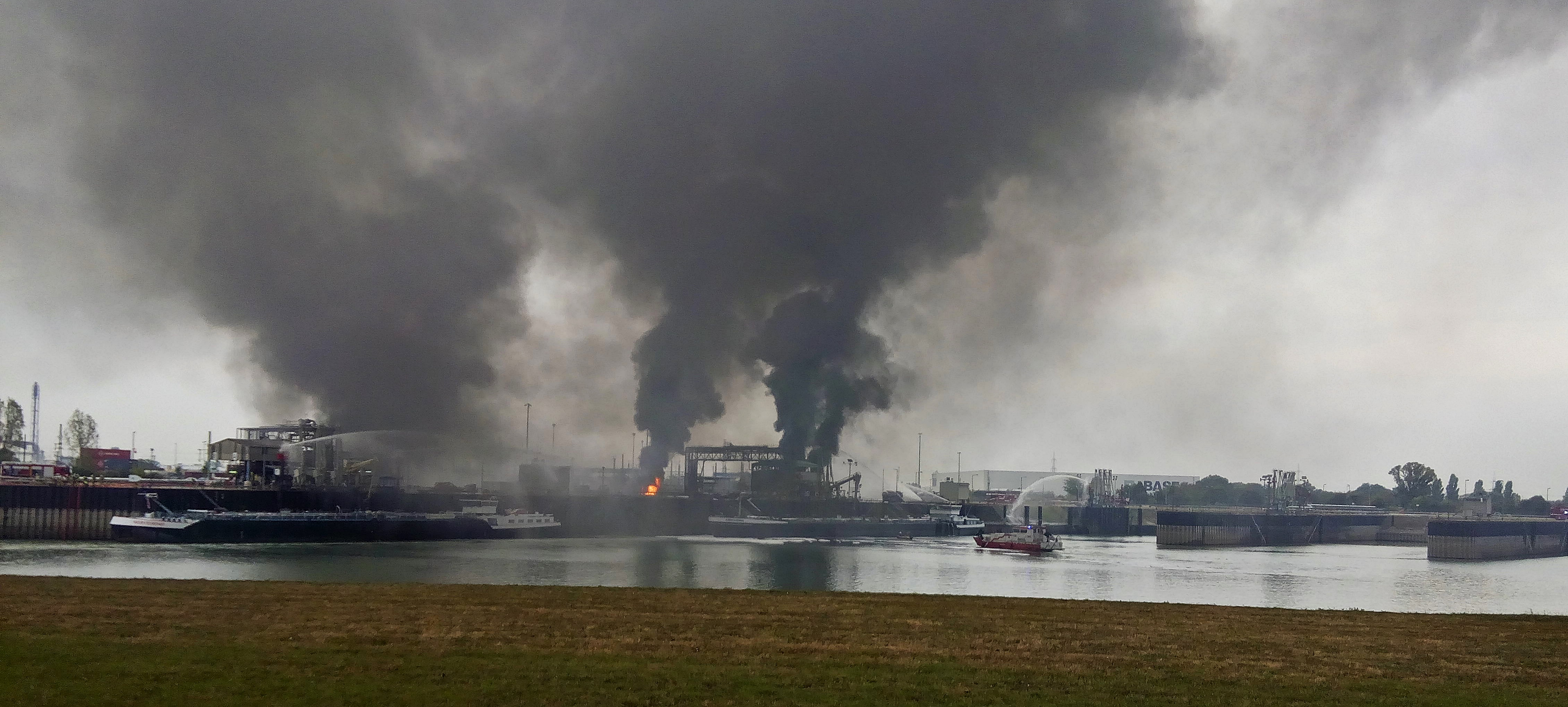
Unglücksstelle am 17. Oktober, 12:45 Uhr

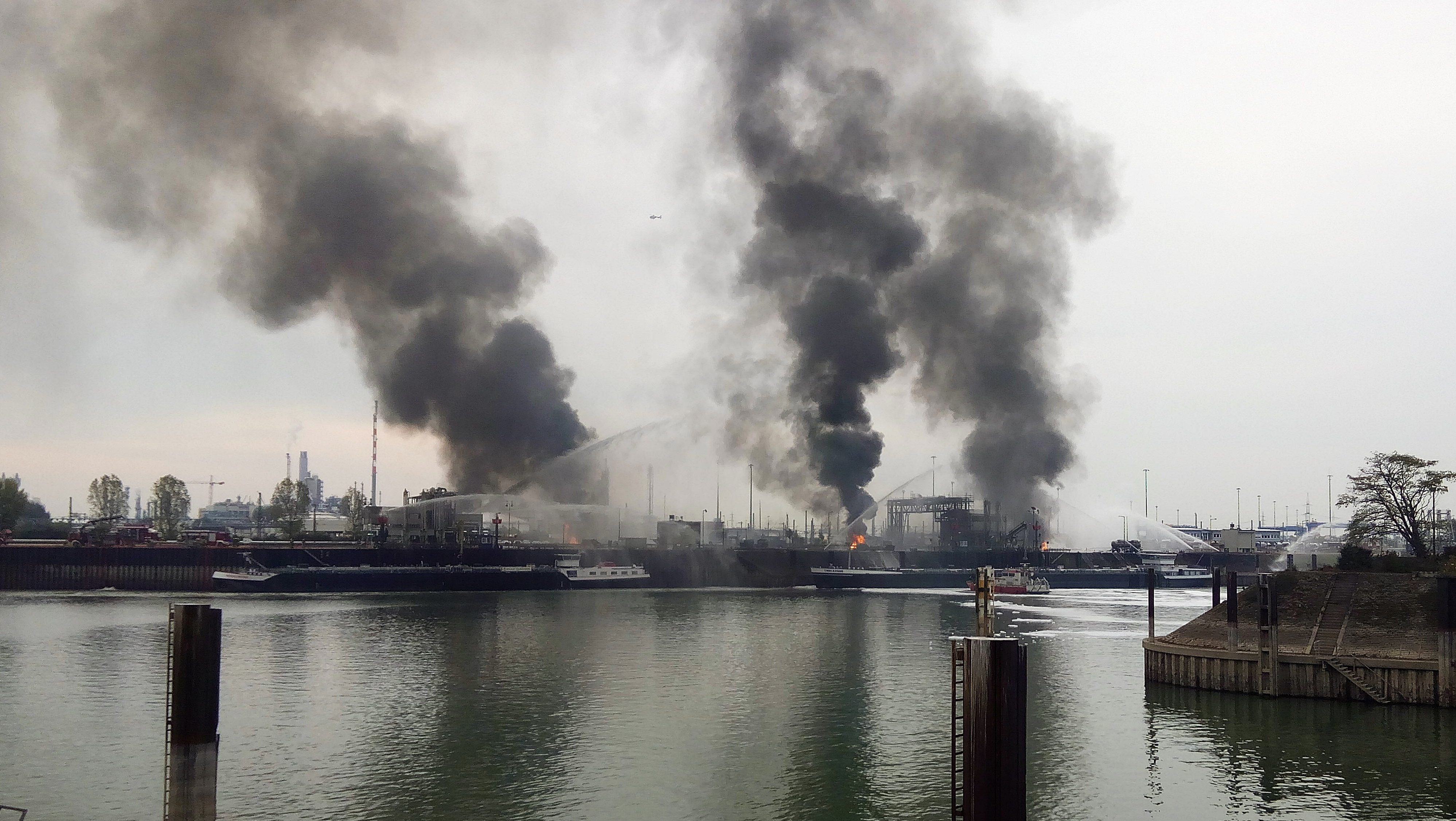
Unglücksstelle am 17. Oktober, gegen 13 Uhr

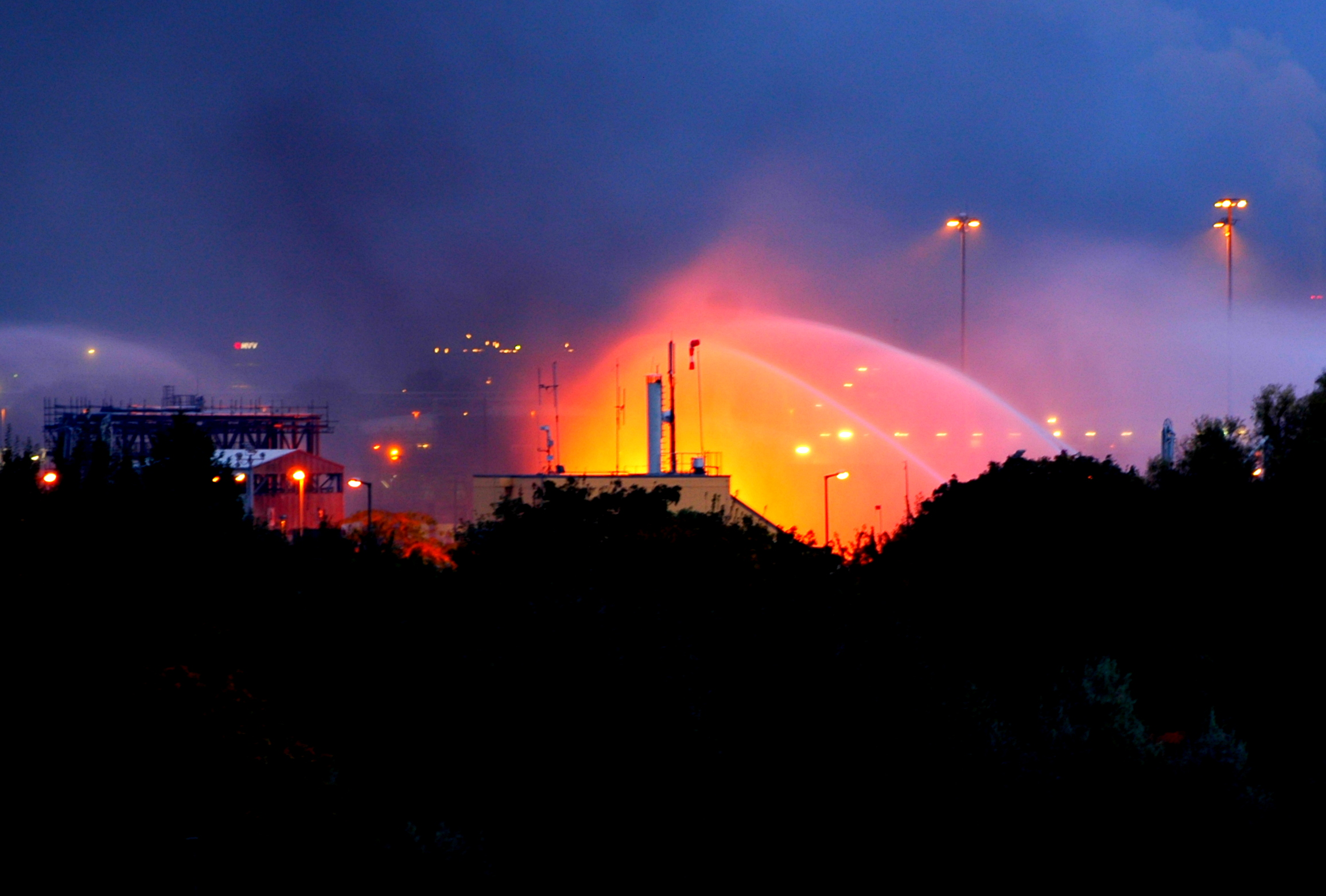
Feuerwehreinsatz am 17. Oktober gegen 19 Uhr

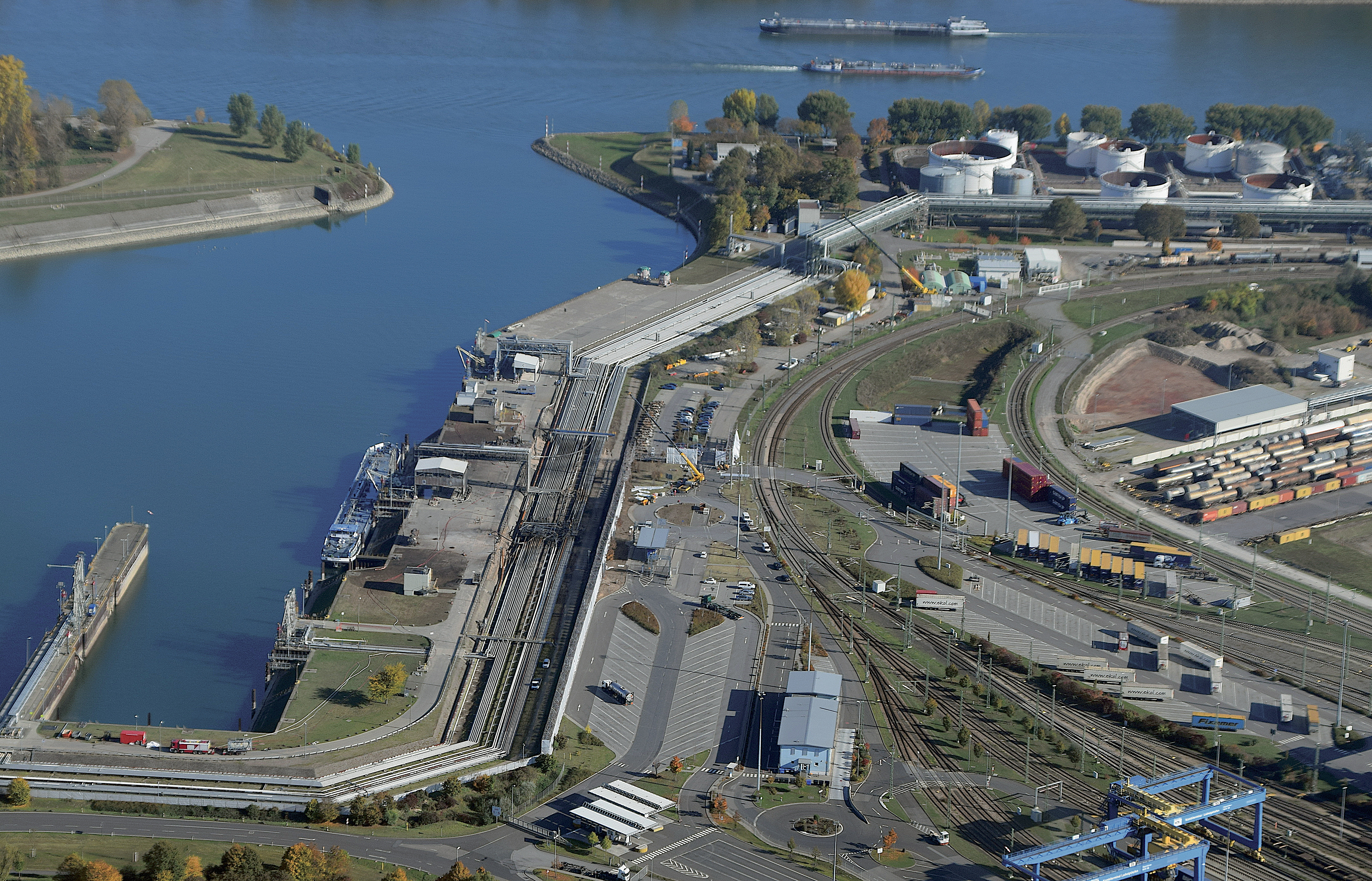
Luftaufnahme des Unfallortes am Landeshafen Nord in Ludwigshafen bei der BASF.

Im Landeshafen Nord kam es am 17. Oktober 2016 gegen 11:20–11:30 Uhr bei Arbeiten an einer Rohrleitungstrasse zu einem Brand und einer Explosion. Als Ursache wird der Einschnitt einer Produktenleitung mit einem Winkelschleifer angenommen. Löschzüge der Werkfeuerwehr BASF rückten aus. Eine Versorgungsleitung im Tanklager habe laut Unternehmensangaben gebrannt. In der Folge brannten nach BASF-Angaben Rohrleitungen mit Ethylen und Propylen bzw. Flüssiggas. Es kam zu einer zweiten, heftigen Explosion. Einsatzkräfte aus Ludwigshafen löschten den Hauptbrand und mehrere Nebenbrände. Dabei gerieten durch die extreme Wärmeentwicklung Fahrzeuge in Brand. Die Feuerwehr legte einen Schaumteppich über den Rohrgraben, in dem die Rohrleitungen liegen.
Ein mit Ethylhexanol beladenes Tankschiff lag zum Zeitpunkt der Explosion am Pier und sollte gerade entladen werden. Das von der Feuerwehr Mannheim besetzte Feuerlöschboot Metropolregion konnte das Schiff kühlen und ein Übergreifen der Brände auf das Schiff verhindern.

### Lösch- und Sicherungsarbeiten
Die Berufsfeuerwehr richtete einen Krisenstab ein. In Ludwigshafen wurde der Katastrophenfall ausgerufen und 133 Menschen wurden aus dem Gefahrenbereich evakuiert. Kräfte aus der ganzen Region waren im Einsatz: 100 Mann der Berufsfeuerwehr und der Freiwilligen Feuerwehr Ludwigshafen sowie 62 Mann der Werkfeuerwehr. Weiterhin war die Feuerwehr Mannheim mit dem Löschboot, mehreren Messfahrzeugen und einem Löschzug zur Besetzung der BASF-Wache im Einsatz. Das Feuer wurde nach Angaben der BASF am späten Abend des 17. Oktober 2016 von den Feuerwehren unter Kontrolle gebracht. Der kontrollierte Brand dauerte jedoch auch um Mitternacht noch an und wurde erst am frühen Dienstagmorgen als gelöscht gemeldet. Zwischen dem Landeshafen Nord und dem Rhein wurden Chemikaliensperren errichtet, um zu verhindern, dass ausgetretene Chemikalien in den Fluss gelangen.

### Technische Maßnahmen der BASF
Laut sich widersprechender Medienberichte fuhr das Unternehmen 20 oder 24 von 200 Anlagen herunter, darunter beide Steamcracker, deren Rohstoffversorgung durch den Unfall unterbrochen worden war. Infolgedessen mussten brennbare Stoffe vorübergehend abgefackelt werden. Ab dem 20. Oktober wurden die Steamcracker und weitere Anlagen wieder angefahren. Der Unfallablauf führte zum Herunterfahren von Anlagen und gilt deshalb als Betriebsstörung.

## Folgen

### Opfer
Bei dem Unfall starben insgesamt vier Angehörige der Werkfeuerwehr BASF, darunter der Einsatzleiter, sowie ein Matrose von einem Tankschiff. 30 Menschen wurden verletzt, acht davon schwer. Zwei Opfer der Feuerwehr starben im Einsatz, ein schwerverletzter Feuerwehrmann erlag am 29. Oktober 2016 im Krankenhaus seinen Verletzungen, ein weiterer – nachdem er 11 Monate im Krankenhaus ums Überleben kämpfte – im September 2017.

### Umwelt
Eine Rauchsäule stieg auf und trieb Richtung Nordnordost, also Richtung Mannheim und Bergstraße. Anwohner in Ludwigshafen und in den Mannheimer Stadtteilen Sandhofen, Scharhof und Kirschgartshausen wurden aufgefordert, Fenster und Türen geschlossen zu halten. Die BASF teilte mit, durch die ausgetretenen Stoffe bestehe keine Gesundheitsgefahr. Die nach Nordnordost getriebene „Schadstoffwolke“ wurde am Nachmittag bei kräftigen Regenfällen weitgehend ausgewaschen.
Auch am 18. Oktober waren mehrere Messwagen der BASF, der Feuerwehr Ludwigshafen und der Feuerwehr Mannheim in der Region im Einsatz um eventuelle Gefahrenstoffe in der Luft zu erkennen. Die Messungen zeigten keine erhöhten Werte. Am Abend des 18. Oktober gab die Stadt Ludwigshafen bekannt, dass „eine mögliche Gefährdung der Bevölkerung nun nahezu ausgeschlossen werden“ könne und hob die Warnhinweise auf, ausgenommen für ein direkt an den Nordhafen grenzendes Gewerbegebiet.
Die Umweltschutzorganisation Greenpeace entnahm am Tag des Unglücks ober- und unterhalb der Unfallstelle Wasserproben und untersuchte sie auf Stoffe, die bei einer Explosion freigesetzt werden können oder die bei einer Chemikalienverbrennung entstehen und mit dem Löschwasser in den Rhein gelangen können. Die Analyse ergab keine erhöhten Schadstoffwerte.

### Produktion
Mitte November war noch eine Anlage stillgelegt und 40 Anlagen wurden nur unter Teillast betrieben.

## Reaktionen
Das Ereignis wurde weltweit zur Kenntnis genommen. Generaldirektor Marco Mensink von der CEFIC kommentierte in der Chemical & Engineering News, Unglücke dieser Art seien generell nicht auszuschließen. The Engineer bezeichnete das Unglück als schlimmsten Vorfall in der chemischen Industrie Deutschlands seit zwanzig Jahren. Infolge der Produktionseinschränkungen bei der BASF wurden Auswirkungen auf die Weltmarktpreise von Spezialchemikalien beobachtet.
Die Fraktionen der Regierungskoalition (SPD, FDP und Grüne) beantragten eine Sondersitzung des Rheinland-Pfälzischen Landtags zu dem Unfall. Am 27. Oktober gab es eine Sondersitzung dreier Ausschüsse im rheinland-pfälzischen Landtag in Mainz. Ein Mitglied der Kommission für Anlagensicherheit kritisierte das Unfallmanagement durch die BASF und die Stadt Ludwigshafen am Rhein. Die Oberbürgermeisterin von Ludwigshafen Eva Lohse brach ihre Reise in Ecuador ab, wo sie als Präsidentin des Deutschen Städtetags auf einer UN-Konferenz war. Lohse kündigte eine Sondersitzung des Stadtrats und umfangreiche Untersuchungen der Unfallursachen an.

## Juristische Aufarbeitung
Die Staatsanwaltschaft Frankenthal nahm nach dem Unglück in Ludwigshafen Ermittlungen zur Ursache auf. Sie ermittelte unter anderem wegen des Verdachts auf fahrlässige Tötung.
Am 5. Februar 2019 begann am Landgericht im pfälzischen Frankenthal der Prozess gegen den 63-jährigen Arbeiter eines Subunternehmens, dem vorgeworfen wurde, ein falsches Rohr angeschnitten zu haben. Die Staatsanwaltschaft plädierte auf fahrlässige Tötung sowie Körperverletzung und das fahrlässige Herbeiführen einer Sprengstoffexplosion. Mehrere Nebenkläger waren vor allem an der genauen Aufklärung des Geschehens interessiert.
Nach 28 Verhandlungstagen, an denen 28 Zeugen und neun Sachverständige gehört wurden, verkündete das Gericht am 27. August 2019 das Urteil: Es folgte dem Antrag der Staatsanwaltschaft und verhängte eine Freiheitsstrafe von einem Jahr auf Bewährung. Dabei berücksichtigten die Richter das schwere psychische Leid des Arbeiters in Folge seines Fehlers, zudem sei er selbst arbeitsunfähig und durch die Unfallfolgen zu 70 Prozent behindert. Strafmildernd wirkte sich zudem eine vom Gericht erkannte „kausale Mitverantwortung“ der BASF aus. Bereits nach einem Fehlschnitt im Jahr 2011 sowie aus den Erfahrungen einer Großübung im Jahr 2015 hätte nach Einschätzung der Richter erkannt werden können, dass die Sicherheitsvorkehrungen verbesserungswürdig waren.
Kurz nach dem Urteil kündigten zwei Parteien an, Revision dagegen einlegen zu wollen – während der Anwalt der Eltern eines der Getöteten eine härtere Strafe forderte, wollte der Verteidiger des Angeklagten einen Freispruch oder eine Strafe von höchstens sechs Monaten auf Bewährung erreichen. Mit Beschluss vom 5. Mai 2021 verwarf der Bundesgerichtshof die Revision des Angeklagten. Da die andere Revision zurückgezogen wurde, ist das Urteil rechtskräftig.